# Тєнякова Наталія Максимівна
Наталія Максимівна Тєнякова (за паспортом — Юрська) (рос. Наталья Максимовна Тенякова; 3 липня 1944, Ленінград, РРФСР, СРСР — 18 червня 2025) — радянська і російська актриса театру, кіно, озвучування і дубляжу. Заслужена артистка РРФСР (1982). Народна артистка Росії (1994). Лауреат театральних премій «Золота маска» (1995) та ім. Станіславського (2005).

## Життєпис
1965 року закінчила Ленінградський державний інститут театру, музики і кінематографії (курс Бориса Зона).
З 1965 року — актриса Ленінградського театру імені Ленінського комсомолу, де дебютувала у ролі Поллі у виставі «Тригрошова опера» Бертольта Брехта.
З 1967 року — актриса Ленінградського Великого драматичного театру. Там вона зіграла Аглаю у виставі Георгія Товстоногова «Ідіот» з Інокентієм Смоктуновським у головній ролі.
З 1979 року — ведуча актриса Московського Державного академічного театру імені Моссовєта.
З 1989 року за запрошенням режисера Олега Єфремова — актриса Московського Художнього театру ім. Чехова.
З 1994 року співпрацювала з театром «Школа сучасної п'єси».
Актриса глибокого драматичного таланту, а також яскрава виконавиця характерних і комедійних ролей. Перша роль у кінематографі — Ліда Рязаева у фільмі «Старша сестра» (1966) реж. Георгій Натансона. Роботи у ккартині «Зелена карета» (1967, Варвара Асенкова; реж. Ян Фрід) і комедії «Любов і голуби» (1984, баба Шура; реж. Володимир Меньшов) принесли актрисі великий глядацький успіх.
Одна з останніх поточних робіт в кіно — роль у картині про момент становлення покоління шістдесятників «Француз» (2019, Марія Кирилівна Обрєзкова, реж. А. Смирнов), яка стала помітною подією в Росії. Робота Н. Тєнякової номінована на Премію «Ніка» за найкращу жіночу роль другого плану за 2019 рік.
Член Спілки театральних діячів РФ (1965).

### Родина
- Була одружена з режисером Львом Додіним (нар. 1944).
- Чоловік: Юрський Сергій Юрійович (1935—2019) — радянський і російський актор і режисер театру і кіно. Народний артист РРФСР (1987).
  - Дочка: Юрська Дар'я Сергіївна (нар. 1973) — російська актриса кіно і МХТ ім. А. П. Чехова. Заслужена артистка Російської Федерації (2010).
    - Онуки: Георгій (нар. 2002) і Алішер (нар. 2009).

## Визнання і нагороди
- Заслужена артистка РРФСР (1982)
- Народна артистка Російської Федерації (1994)
- Премія «Золота маска» (1995) за найкращу жіночу роль (Лавьеї в спектаклі «Стільці» Е. Йонеско, театр «Школа сучасної п'єси»)
- Орден Дружби (1998)
- Орден «За заслуги перед Вітчизною» IV ступеня (2005)
- Премія імені Станіславського (2005) за найкращу жіночу роль (Гурмижська в спектаклі «Ліс» О. М. Островського, МХТ ім. А. П. Чехова)
- Орден Пошани (2016)

## Фільмографія
- «Велика котяча казка» (1965, телеспектакль, Аліса)
- «Брати Ріко» (1965, фільм-спектакль)
- «Перше кохання» (1965, телеспектакль, Зінаїда Засекіна)
- «Кораблі в Ліссі» (1965, фільм-спектакль; епізод)
- «Смаглява леді сонетів» (1966, телеспектакль, смаглява леді)
- «Старша сестра» (1966, Лідія, молодша сестра; реж. Г. Натансон)
- «Зелена карета» (1967, Варвара Асенкова; реж. Ян Фрід)
- «Наші знайомі» (1968, Антоніна Старосєльська)
- «Гроза над Білою» (1968, Саша)
- «Квітень» (1969, телеспектакль)
- «Смерть Вазір-Мухтара» (1969, телеспектакль; Ленхен, дружина Булгаріна)
- «Терміново потрібне сиве волосся» (1970, телеспектакль, Наташа)
- «Де тонко, там і рветься» (1971, телеспектакль, Віра Миколаївна)
- «Фієста» (1971, телеспектакль, реж. Сергій Юрський, «Ленінградське телебачення»)
- «Олександр Дем'яненко. Сторінки незіграного» (1975, фільм-концерт)
- «Троїл і Крессіда» (1975, телеспектакль, Крессіда)
- «Дружина» (1977, телеспектакль, Наталія Гаврилівна)
- «Пограбування опівночі» (1978, телеспектакль, дружина, заступник директора)
- «Полковник Шабер» (1978, телеспектакль; графиня Ферро)
- «Бал» (1979, телеспектакль)
- «Версія» (1980, телеспектакль, Люба Менделєєва, «Прекрасна Дама»)
- «Дядечків сон» (1981, телеспектакль, Марія Олександрівна Москальова)
- «Алі-Баба і сорок розбійників» (1983, Фатіма)
- «Піч на колесі» (1985, телеспектакль, Єфросинія Сидорівна, телятниця)
- «Любов і голуби» (1984, баба Шура; реж. В. Меньшов)
- «Слідство ведуть ЗнаТоКі. Пожежа» (1985, Євдокія Матвіївна Стольникова, завбазою)
- «Театр І. С. Тургенєва» (1986, телеспектакль, сценарист)
- «І світло у темряві світить» (1988, телеспектакль, Олександра Іванівна Коховцева, сестра Марії Іванівни; реж. М. Козаков)
- «Кабала святош» (1988, телеспектакль, Мадлена Бежар)
- «Вдовий пароплав» (1989, телеспектакль, Панька Зикова; реж. Г. Яновська)
- «Лебедина пісня» (1990, телеспектакль, Коробочка)
- «Чернов/Chernov» (1990, Таня, дружина Чернова (немає в титрах)
- «Гравці-XXI» (1993, телеспектакль, покоївка; реж. Сергій Юрський)
- «Одруження» (1997, телеспектакль, Фекла Іванівна)
- «Чехов и Ко» (1998, Даша, своячка Стрижина)
- «Ретро» (2002, телеспектакль, Діана Володимирівна Барабанова)
- «Різдвяні мрії» (2002, телеспектакль)
- «Ця пікова дама» (2003, телеспектакль, Анна Федорівна)
- «Ліс» (2004, телеспектакль, Раїса Павлівна Гурмижська)
- «Випадок з доктором Лекрін» (2004, телеспектакль, доктор Леннікова)
- «Батьки і діти» (2008, Аріна Власівна (мати Базарова); реж. А. Смирнова)
- «З приводу Лисої співачки…» (2009, телеспектакль, реж. Сергій Юрський)
- «Стільці» (2010, телеспектакль, реж. Сергій Юрський)
- «Француз» (2019, Марія Кирилівна Обрєзкова; реж. А. Смирнов) та ін.

## Театральні роботи
(російською)
Ленинградский театр имени Ленинского комсомола:
- 1965 — «Трёхгрошовая опера» Б. Брехта — Полли Пичем
- 1966 — «Дни нашей жизни» Л. Андреева — Оль-Оль

БДТ:
- «Идиот» по роману Ф. М. Достоевского; режиссёр Г. А. Товстоногов — Аглая
- 1967 — «Лиса и виноград» Г. Фигейредо; режиссёр Г. А. Товстоногов — Клея
- 1968 — «Два театра» Е. Шанявского; режиссёр Э. Аксер — Лизелотта
- 1970 — «Счастливые дни несчастливого человека» А. Арбузова; режиссёр Ю. Е. Аксёнов — Настя
- 1971 — «Выпьем за Колумба!» Л. Жуховицкого; режиссёры Г. А. Товстоногов и Ю. Е. Аксенов — Галя
- 1972 — «Ревизор» Н. В. Гоголя; режиссёр Г. А. Товстоногов — Мария Антоновна
- 1974 — «Мольер» М. А. Булгакова; режиссёр С. Ю. Юрский — Арманда Бежар
- 1975 — «Три мешка сорной пшеницы» В. Ф. Тендрякова; режиссёр Г. А. Товстоногов — Вера
- 1976 — «Фантазии Фарятьева» Аллы Соколовой; режиссёр С. Ю. Юрский — Александра
- 1977 — «Дачники» М. Горького; режиссёр Г. А. Товстоногов — Юлия Суслова
- 1978 — «Жестокие игры» А. Арбузова — Маша

Театр им. Моссовета:
- 1979 — «Тема с вариациями» С. Алешина — Любовь Сергеевна
- 1979 — «Братья Карамазовы» по Ф. Достоевскому — Грушенька
- 1980 — «Если буду жив» С. Коковкина — Софья Андреевна Толстая
- 1980 — «Правда хорошо, а счастье лучше» А. Островского — Поликсена
- 1980 — «Версия» А. Штейна — Любовь Дмитриевна Блок
- 1983 — «Печка на колесе» Н. Семеновой — Фрося
- 1983 — «Гедда Габлер» Генрика Ибсена — Гедда Габлер
- 1984 — «Вдовий пароход» И. Грековой, П. Лунгина — Панька
- 1987 — «Орнифль, или Сквозной ветерок» — мадмуазель Сюпо

Московский художественный театр им. А. П. Чехова:
- 1989 — «Кабала святош» М. Булгакова — Мадлена Бежар
- 1989 — «Московский хор» Л. Петрушевской — Катя
- 1990 — «Вишневый сад» А. Чехова — Раневская
- 1991 — «Трагики и комедианты» В. Арро. Режиссер: Николай Скорик — Ирина
- 1991 — «Красивая жизнь» Ж. Ануя. Режиссер: Виталий Ланской — графиня Эрминия
- «Блаженный остров» Н. Кулиша — Секлетея Семёновна
- «После репетиции» И. Бергмана — Ракель
- 1994 — «Новый американец» А. Марьямова по С. Довлатову. Режиссер: Петр Штейн — Тася
- 1997 — «Женитьба» Н. Гоголя — Фекла Ивановна
- 1998 — «Рождественские грёзы» Н. Птушкиной. Режиссер: Петр Штейн — Татьяна
- 2002 — «Ретро» А. Галина. Режиссер: Андрей Мягков — Диана Владимировна Барабанова
- 2003 — «Нули» Павла Когоута, Режиссер: Ян Буриан (Чехия) — Анча
- 2004 — «Лес» А. Островского. Режиссер: Кирилл Серебренников — Гурмыжская
- 2009 — «Дыхание жизни» Дэвида Хэйра. Режиссер: Елена Невежина — Фрэнсис Бил

«Школа современной пьесы»:
- 1994 — «Стулья» Э. Ионеско (режиссер Сергей Юрский) — Лавей
- 2000 — «Провокация» Игоря Вацетиса (режиссер Сергей Юрский) — Валентина Корнеевна

Театр им. Е. Вахтангова:
- 2003 — «Фредерик, или Бульвар преступлений» Э. Шмитта. Режиссер: Николай Пинигин — Мадам Жорж

Театр «Модернъ»:
- 2007 — «Дядюшкин сон» по Ф. Достоевскому. Режиссер: Борис Щедрин — Марья Александровна Москалёва